# Ady
Ady é uma comunidade não incorporada localizada no condado de Potter, no estado norte-americano do Texas.